# Elefántcsontpart a 2020. évi nyári olimpiai játékokon
Elefántcsontpart a japán Tokióban megrendezett 2020. évi nyári olimpiai játékok egyik részt vevő nemzete volt. Az országot az olimpián 6 sportágban 26 sportoló képviselte, akik összesen 1 érmet szereztek.

## Érmesek
| Érem  | Versenyző   | Sportág   | Versenyszám   |
| ----- | ----------- | --------- | ------------- |
| Bronz | Ruth Gbagbi | Taekwondo | Női váltósúly |

## Atlétika
Férfi
| Versenyző    | Versenyszám | Selejtező | Selejtező | Selejtező | Előfutam | Előfutam | Előfutam | Elődöntő | Elődöntő | Elődöntő | Döntő   | Döntő    |
| Versenyző    | Versenyszám | Idő       | Hely.     | Össz.     | Idő      | Hely.    | Össz.    | Idő      | Hely.    | Össz.    | Idő     | Helyezés |
| ------------ | ----------- | --------- | --------- | --------- | -------- | -------- | -------- | -------- | -------- | -------- | ------- | -------- |
| Arthur Cissé | 100 m       | kiemelt   | kiemelt   | kiemelt   | 10,15    | 4.       | 21.*     | 10,18    | 6.       | 20.      | kiesett | kiesett  |

Női
| Versenyző          | Versenyszám | Selejtező | Selejtező | Selejtező | Előfutam | Előfutam | Előfutam | Elődöntő | Elődöntő | Elődöntő | Döntő   | Döntő    |
| Versenyző          | Versenyszám | Idő       | Hely.     | Össz.     | Idő      | Hely.    | Össz.    | Idő      | Hely.    | Össz.    | Idő     | Helyezés |
| ------------------ | ----------- | --------- | --------- | --------- | -------- | -------- | -------- | -------- | -------- | -------- | ------- | -------- |
| Murielle Ahouré    | 100 m       | kiemelt   | kiemelt   | kiemelt   | 11,16    | 3.       | 16.*     | 11,28    | 7.       | 19.      | kiesett | kiesett  |
| Marie-Josée Ta Lou | 100 m       | kiemelt   | kiemelt   | kiemelt   | 10,78    | 1.       | 1.       | 10,79    | 1.       | 3.       | 10,91   | 4.       |
| Marie-Josée Ta Lou | 200 m       |           |           |           | 22,30    | 1.       | 5.       | 22,11    | 1.       | 4.       | 22,27   | 5.       |

* - egy másik versenyzővel azonos eredményt ért el

## Cselgáncs
Női
| Versenyző                | Versenyszám | 32-es főtábla                      | Nyolcaddöntő      | Negyeddöntő       | Elődöntő          | Vigaszág elődöntő | Bronz- mérkőzés   | Döntő             | Helyezés |
| Versenyző                | Versenyszám | Ellenfél Eredmény                  | Ellenfél Eredmény | Ellenfél Eredmény | Ellenfél Eredmény | Ellenfél Eredmény | Ellenfél Eredmény | Ellenfél Eredmény | Helyezés |
| ------------------------ | ----------- | ---------------------------------- | ----------------- | ----------------- | ----------------- | ----------------- | ----------------- | ----------------- | -------- |
| Zoulehia Abzetta Dabonne | Könnyűsúly  | Telma Monteiro (POR) · 00(1)–10(0) | kiesett           | kiesett           | kiesett           | kiesett           | kiesett           | kiesett           | 17.      |

## Evezés
Férfi
| Versenyző    | Versenyszám  | Előfutam | Előfutam | Vigaszág | Vigaszág | Negyeddöntő   | Negyeddöntő   | Elődöntő | Elődöntő | Elődöntő | Döntő | Döntő   | Döntő | Helyezés |
| Versenyző    | Versenyszám  | Idő      | Hely.    | Idő      | Hely.    | Idő           | Hely.         | Típus    | Idő      | Hely.    | Típus | Idő     | Hely. | Helyezés |
| ------------ | ------------ | -------- | -------- | -------- | -------- | ------------- | ------------- | -------- | -------- | -------- | ----- | ------- | ----- | -------- |
| Franck N'Dri | Egypárevezős | 7:49,19  | 5.       | 8:03,25  | 5.       | nem jutott be | nem jutott be | E/F      | 7:55,12  | 2.       | E     | 7:42,55 | 4.    | 28.      |

## Labdarúgás

### Férfi
| Elefántcsontparti férfi labdarúgócsapat-játékoskeret                                                                                | Elefántcsontparti férfi labdarúgócsapat-játékoskeret                                                                                 |
| --- | --- |
| - Eric Bailly* - Kouadio-Yves Dabila - Youssouf Dao - Amad Diallo - Ismaël Diallo - Idrissa Doumbia - Max Gradel* (c) - Kader Keïta | - Franck Kessié* - Christian Kouamé - Koffi Kouao - Eboue Kouassi - Zié Ouattara - Wilfried Singo - Ira Eliezer Tapé - Cheick Timité |

* - túlkoros játékos

#### Eredmények
Csoportkör
D csoport
| Hely. | Csapat                 | M | Gy | D | V | G+ | G– | Gk | P | Továbbjutás |
| ----- | ---------------------- | - | -- | - | - | -- | -- | -- | - | ----------- |
| 1.    | Brazília (BRA)         | 3 | 2  | 1 | 0 | 7  | 3  | +4 | 7 | Negyeddöntő |
| 2.    | Elefántcsontpart (CIV) | 3 | 1  | 2 | 0 | 3  | 2  | +1 | 5 | Negyeddöntő |
| 3.    | Németország (GER)      | 3 | 1  | 1 | 1 | 6  | 7  | −1 | 4 |             |
| 4.    | Szaúd-Arábia (KSA)     | 3 | 0  | 0 | 3 | 4  | 8  | −4 | 0 |             |

| 2021. július 22. 17:30 (10:30) |

| Elefántcsontpart (CIV)         | 2–1               | Szaúd-Arábia (KSA) |
| ------------------------------ | ----------------- | ------------------ |
| Al-Amri 39' (öngól) Kessié 66' | (1–1) Jegyzőkönyv | al-Davszarí 44'    |

| Nissan Stadion, Jokohama Játékvezető: Matthew Conger (új-zélandi) |

| 2021. július 25. 17:30 (10:30) |

| Brazília (BRA) | 0–0         | Elefántcsontpart (CIV) |
| -------------- | ----------- | ---------------------- |
|                | Jegyzőkönyv |                        |

| Nissan Stadion, Jokohama Játékvezető: Ismail Elfath (amerikai) |

| 2021. július 28. 17:00 (10:00) |

| Németország (GER) | 1–1               | Elefántcsontpart (CIV) |
| ----------------- | ----------------- | ---------------------- |
| Löwen 73'         | (0–0) Jegyzőkönyv | Henrichs 67' (öngól)   |

| Mijagi Stadion, Rifu Nézőszám: 4294 Játékvezető: Leodán González (uruguayi) |

Negyeddöntő
| 2021. július 31. 17:00 (10:00) |

| Spanyolország (ESP)                                     | 5–2 (h. u.)                 | Elefántcsontpart (CIV)  |
| ------------------------------------------------------- | --------------------------- | ----------------------- |
| Olmo 30' Mir 90+3' 117' 120+1' Oyarzabal 98' (11-esből) | (1–1, 2–2, 3–2) Jegyzőkönyv | Bailly 10' Gradel 90+1' |

| Mijagi Stadion, Rifu Nézőszám: 5526 Játékvezető: Jesús Valenzuela (venezuelai) |

| Csapat                 | Helyezés |
| ---------------------- | -------- |
| Elefántcsontpart (CIV) | 7.       |

## Taekwondo
Férfi
| Versenyző           | Versenyszám | Nyolcaddöntő                  | Negyeddöntő                   | Elődöntő          | Vigaszág elődöntő       | Bronz- mérkőzés   | Döntő             | Helyezés |
| Versenyző           | Versenyszám | Ellenfél Eredmény             | Ellenfél Eredmény             | Ellenfél Eredmény | Ellenfél Eredmény       | Ellenfél Eredmény | Ellenfél Eredmény | Helyezés |
| ------------------- | ----------- | ----------------------------- | ----------------------------- | ----------------- | ----------------------- | ----------------- | ----------------- | -------- |
| Cheick Sallah Cissé | Váltósúly   | Achraf Mahboubi (MAR) · 11–21 | kiesett                       | kiesett           |                         |                   |                   | 11.      |
| Seydou Gbané        | Nehézsúly   | Abdoul Issoufou (NIG) · 15–9  | Dejan Georgievski (MKD) · 4–9 |                   | Rafael Alba (CUB) · 2–8 | kiesett           |                   | 7.       |

Női
| Versenyző      | Versenyszám | Nyolcaddöntő                       | Negyeddöntő               | Elődöntő                      | Vigaszág elődöntő                | Bronz- mérkőzés              | Döntő             | Helyezés |
| Versenyző      | Versenyszám | Ellenfél Eredmény                  | Ellenfél Eredmény         | Ellenfél Eredmény             | Ellenfél Eredmény                | Ellenfél Eredmény            | Ellenfél Eredmény | Helyezés |
| -------------- | ----------- | ---------------------------------- | ------------------------- | ----------------------------- | -------------------------------- | ---------------------------- | ----------------- | -------- |
| Ruth Gbagbi    | Váltósúly   | Naomie Katoka (COD) · kizárták     | Zhang Mengyu (CHN) · 21-9 | Lauren Williams (GBR) · 18-24 |                                  | Milena Titoneli (BRA) · 12-8 |                   |          |
| Aminata Traoré | Nehézsúly   | I Dabin (Lee Da-bin) (KOR) · 13–17 |                           |                               | Katherine Rodríguez (DOM) · 11-9 | Althéa Laurin (FRA) · 8-17   |                   | 5.       |

## Úszás
Női
| Versenyző      | Versenyszám | Előfutam | Előfutam | Előfutam | Döntő   | Döntő    |
| Versenyző      | Versenyszám | Idő      | Hely.    | Össz.    | Idő     | Helyezés |
| -------------- | ----------- | -------- | -------- | -------- | ------- | -------- |
| Talita Te Flan | 400 m gyors | 4:38,92  | 2.       | 25.      | kiesett | kiesett  |